# Les Héros du dimanche
Les Héros du dimanche (Gli eroi della domenica) est un film italien, réalisé par Mario Camerini, sorti en 1953.

## Synopsis
Une petite équipe de football, plombée par ses nombreuses contre-performances, se trouve face à la chance d'être promue dans une division supérieure. Mais il s'avère que son avant-centre, Gino Bardi, est sur le point de se faire corrompre pour perdre le match. en échange d'une importante somme d'argent. Gino refuse l'offre mais il est amoureux d'une fille qui ne partage pas sa passion pour le football.

## Fiche technique
- Titre original : Gli eroi della domenica
- Long-métrage :  italien
- Réalisation : Mario Camerini
- Scénario : Franco Brusati, Lionello De Felice et Mario Camerini
- Photographie : Mario Bava
- Musique : Alessandro Cicognini
- Son : Giovanni Rossi
- Montage : Adriana Novelli
- Pays de production :  Italie
- Durée : 89 min
- Genre : drame

## Distribution
- Raf Vallone : Gino Bardi
- Cosetta Greco : Mara
- Marcello Mastroianni : Carlo Vagnetti
- Paolo Stoppa : Piero
- Franco Interlenghi : Marini
- Enrico Viarisio : Cerchio, le reporter radio
- Marisa Merlini : Lucy
- Gianni Cavalieri : Carlo
- Galeazzo Benti : Benti
- Ada Dondini : Carolina
- Sandro Ruffini : le docteur
- Erno Crisa : Stefan
- Elena Varzi : Mariolina